# Udalguri
Udalguri ist eine Kleinstadt im indischen Bundesstaat Assam. Die Stadt liegt in der Region Bodoland.
Die Stadt ist Hauptort des Distrikts Udalguri. Udalguri hat den Status eines Town Committee, welches sich aus verschiedenen Dörfern zusammensetzt. Sie hatte am Stichtag der Volkszählung 2011 15.279 Einwohner.